# Доспей
Доспей (болг. Доспей) — село в Болгарии. Находится в Софийской области, входит в общину Самоков. Население составляет 609 человек.

## Политическая ситуация
В местном кметстве Доспей, в состав которого входит Доспей, должность кмета (старосты) исполняет Иван Истилянов Димов (Союз демократических сил (СДС)) по результатам выборов.
Кмет (мэр) общины Самоков — Ангел Симеонов Николов (Болгарская социалистическая партия (БСП)) по результатам выборов.